# Tetraena
Tetraena es un género de plantas fanerógamas de la familia Zygophyllaceae. Comprende 67 especies descritas y de estas, solo 11 aceptadas.

## Taxonomía
El género fue descrito por Carl Johann Maximowicz y publicado en Enumeratio Plantarum hucusque in Mongolia 1: 129. 1889. La especie tipo es: Tetraena mongolica Maxim. 

## Especies aceptadas
A continuación se brinda un listado de las especies del género Tetraena aceptadas hasta mayo de 2015, ordenadas alfabéticamente. Para cada una se indica el nombre binomial seguido del autor, abreviado según las convenciones y usos.	
- Tetraena alba (L.f.) Beier & Thulin - morsana blanca[3]
- Tetraena fontanesii (Webb & Berthel.) Beier & Thulin
- Tetraena gaetula (Emb. & Maire) Beier & Thulin
- Tetraena madagascariensis (Baill.) Beier & Thulin
- Tetraena madecassa (H. Perrier) Beier & Thulin
- Tetraena mongolica Maxim.
- Tetraena prismatocarpa (Sond.) Beier & Thulin
- Tetraena retrofracta (Thunb.) Beier & Thulin
- Tetraena rigida (Schinz) Beier & Thulin
- Tetraena simplex (L.) Beier & Thulin - garmal[3]
- Tetraena stapfii (Schinz) Beier & Thulin